# Res inter alios acta
Res inter alios acta (lat. Dinge, getan zwischen Dritten) ist in der Rechtswissenschaft ein Grundsatz der römischen Vertragslehre, wonach Dritte durch ihr Handeln ein Rechtsverhältnis zwischen den Parteien nicht beeinflussen können. Im antiken Recht galt das für Verpflichtungen und Berechtigungen gleichermaßen. Später hat dieser Grundsatz allgemeine Geltung in allen Rechtsbereichen erlangt und ist letztlich Ausfluss der Methodik relativer Rechtsbeziehungen sowohl im zivilen wie öffentlichen Rechtsbereich.  
Prozessual wird dieser Grundsatz mit dem Beweisverbot über das Handeln anderer abgebildet. Res inter alios acta meint als Terminus daher oft nur das Beweisverbot. 
In der modernen Rechtslehre wurde der Rechtssatz einseitig dahingehend eingeschränkt, als dass eine drittseitige Verpflichtung weiterhin nicht oder nur hoheitlich möglich ist, eine Berechtigung jedoch zulässig ist. Unzulässig ist danach der Vertrag zu Lasten Dritter. Die Vertragsformen des Vertrages zugunsten Dritter und des Vertrages mit Schutzwirkung zugunsten Dritter genießen hingegen Rechtsschutz im Rahmen des § 328 BGB.

## Völkerrecht
In internationalen Beziehungen hat dieser Rechtsgrundsatz Bedeutung unter dem Aspekt des Souveränitätsprinzips.  Daraus ergibt sich zunächst, dass alle Völkerrechtssubjekte gleich sind und unter ihnen keine größeren Rechte oder Pflichten haben als andere. Wesentliche Teile des Völkerrechts beruhen aber auf einer langen Praxiskontinuität aus Rechtsgründen und haben sich zu Völkergewohnheitsrecht verdichtet. Dieses kann partikular entstehen oder allgemein (universell). Problematisch ist daher, inwiefern das Handeln einer Mehrheit einzelne Subjekte binden kann (universelles Völkerrecht), wenn sie unbeteiligt geblieben sind, und wie es sich verhält, wenn solche Grundsätze als so wichtig erachtet werden, dass sie vertraglich unabänderlich sein sollen (ius cogens).